# 最大分段寿命
最大段寿命 是一个 TCP 分段可以存在于互联网系统中的最大时间。它被任意地定义为两分钟长。
最大段寿命的值用来确定 TIME_WAIT 周期（最大段寿命的两倍）
以下的命令在大部分 UNIX 系统下可以用来确定 TIME_WAIT 周期：
```
   ndd -get /dev/tcp tcp_time_wait_interval
```

返回的结果以毫秒计数。60000（60 秒）是常见的取值。
在 BSD 系统（例如 OS X、FreeBSD）上可以使用 sysctl 查看这项的描述和数值：
```
   sysctl -d net.inet.tcp.msl 
# OS X 不可用

   sysctl net.inet.tcp.msl
```

得到的结果将会是：
```
   net.inet.tcp.msl: 最大段寿命 
# Maximum Segment Lifetime

   net.inet.tcp.msl: 30000
```

在一些 Linux 系统上，这个数值可以用这两个命令中的一种确认：
```
   sysctl net.ipv4.tcp_fin_timeout
   cat /proc/sys/net/ipv4/tcp_fin_timeout
```